# Ricarda Wältken

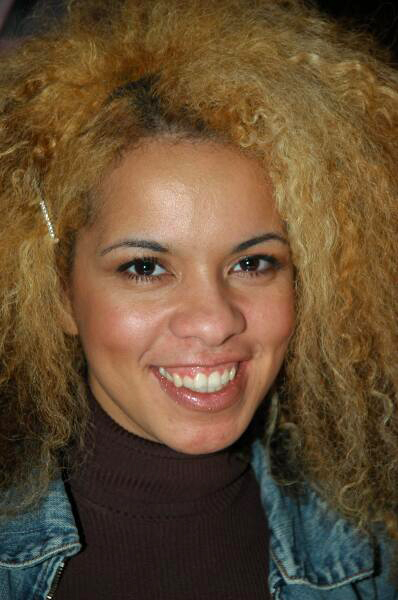
Ricarda Wältken (2006)

Ricarda Priscilla Nonyem Wältken (* 24. Februar 1978 in Dortmund) ist eine deutsche Pop-Rap-Sängerin. Sie gehörte unter dem Künstlernamen Ricky zur deutschen Girlgroup Tic Tac Toe. Als Solokünstlerin veröffentlichte sie ein Album, aus denen drei Singles ausgekoppelt wurden.

## Leben
Wältken wurde als eines von drei Kindern einer Deutschen und eines Nigerianers in Dortmund geboren. Sie ist die Nichte des Musikers Dr. Alban. Mit 13 Jahren sang Wältken in verschiedenen Bands. Mit Liane Wiegelmann und Marlene Tackenberg war sie ab 1995 Gründungsmitglied der Pop-Band Tic Tac Toe, stieg aber 1997 nach einem Streit wieder aus.
Wältken absolvierte daraufhin eine Kosmetikausbildung und holte das Abitur nach, bevor sie sich wieder der Musik und der Schauspielerei widmete.
Zu weiterer Berühmtheit gelangte Wältken, als sie von Anke Engelke in der Wochenshow als naive Moderatorin des fiktiven Teenie-Magazins Rickys Popsofa parodiert wurde. Im Juli 1998 posierte Wältken für den Playboy.
Ende 2005 versöhnte Wältken sich mit Tackenberg und Wiegelmann im Vorfeld der Wiederbelebung des Tic-Tac-Toe-Projekts, das allerdings im Januar 2007 erneut eingestellt wurde.
Anschließend begann Wältken ein Grundschullehramtsstudium mit den Fächern Mathematik und evangelische Theologie. Das Studium brach sie jedoch ab und begann eine Ausbildung zur Ergotherapeutin.
Am 18. Oktober 2009 sah man sie in der Sendung Das perfekte Promi-Dinner.
Sie lebt zusammen mit ihrem Freund und ihrer Tochter in Dortmund.

## Filmografie

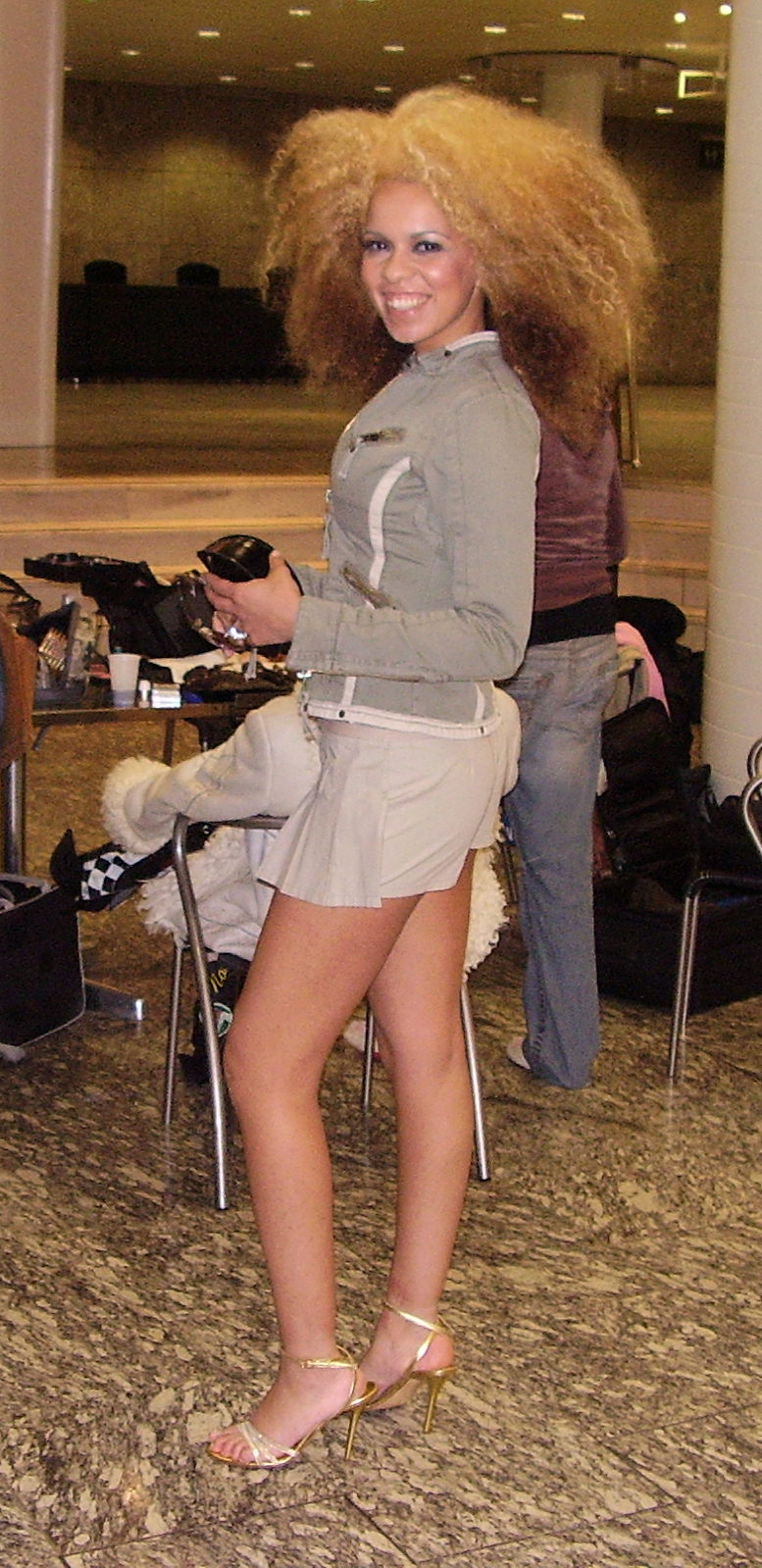
Ricky beim Videodreh zur Tic-Tac-Toe-Single „Keine Ahnung“ in Hamburg (2006)

- 1996: Gute Zeiten, schlechte Zeiten
- 1999: Marienhof (17 Episoden)

## Diskografie

### Studioalben
- 2000: Ricky

### Singles
| Jahr | Titel Album                     | Höchstplatzierung, Gesamtwochen, AuszeichnungChartplatzierungen (Jahr, Titel, Album, Platzierungen, Wochen, Auszeichnungen, Anmerkungen) | Höchstplatzierung, Gesamtwochen, AuszeichnungChartplatzierungen (Jahr, Titel, Album, Platzierungen, Wochen, Auszeichnungen, Anmerkungen) | Anmerkungen                                                 |
| Jahr | Titel Album                     | DE | CH | Anmerkungen                                                 |
| ---- | ------------------------------- | --- | --- | ----------------------------------------------------------- |
| 1998 | Schmerz in mir Ricky            | DE20 (9 Wo.)DE | — | Erstveröffentlichung: 2. November 1998 Begleitgesang: Ayman |
| 1999 | Abgehau’n Ricky                 | DE77 (1 Wo.)DE | — | Erstveröffentlichung: 10. Mai 1999                          |
| 1999 | Er ist nicht der Richtige Ricky | DE22 (8 Wo.)DE | CH16 (6 Wo.)CH | Erstveröffentlichung: 26. Juli 1999 mit Laura Schneider     |

Weitere Singles
- 2000: Für immer und dich

### Beiträge für Sampler
- 1998: Bravo Christmas Hot & Holy III – Shining Star (Der Weihnachtsstern)